# Black ACE
Black ACE（中文：黑桃A），是依據优酷偶像男團競演養成類真人秀《以團之名》的人氣前八名所組成的團體，於2019年3月28日成立，成員包括：趙品霖、楊桐、商振博、賴煜哲、田書臣、王迪、陳順、龍泓昊，粉絲名為「 桃心 」應援色為「藍寶紅漸變色  」。2021年3月22日，官方微博發表聲明解散。

## 團隊經歷
2019年
- 3月28日 《以團之名》總決賽人氣團體，出道成員依序排名為趙品霖、楊桐、商振博、賴煜哲、田書臣、王迪、陳順、龍泓昊與新風暴一同出道。
- 3月30日 與新風暴一同舉辦以團之名畢業新生見面會。
- 5月31日 發布Black ACE首張同名EP《Black ACE》，歌曲分別有《裂變》以及《因你》。

2021年
- 3月22日 BlackACE官博发表声明，宣布BlackACE今天解散，并祝福各位成员未来继续发光：「回忆一路的成长与冒险，感谢一路的陪伴与支持。愿未来的你们，在全新的征程里，继续向前，继续无畏，继续发光。」[2]

## 成員資料
| 排名 | 成員           | 拼音         | 籍貫／生日                       | 身高   | 星座   | 公司     | 粉絲     | 應援色 | 擔當      | 《以團之名》 所屬班級 |
| 1    | 趙品霖 Pearain | Zhao PinLin  | 中国浙江溫州 · 1994年6月29日     | 180 cm | 巨蟹座 | 酷漾娛樂 | PIC      | 霖黃色 | 主唱 C位  | 星耀班                |
| 2    | 楊桐 Toarey    | Yang Tong    | 中国貴州 · 1999年4月19日         | 175 cm | 牡羊座 | 北京文化 | 梧桐     | 梧桐綠 | 忙內      | 閃電幼幼班            |
| 3    | 商振博 奶茶    | Shang ZhenBo | 中国黑龍江 · 1996年6月6日        | 180 cm | 雙子座 | 泰洋川禾 | 毒奶     | 紫色系 | 隊長 編舞 | 脫線木偶              |
| 4    | 賴煜哲 AJ      | Lai YuZhe    | 中華民國（臺灣） · 1993年8月15日 | 180 cm | 獅子座 | 丸寶文化 | 小鯊魚   | 愛煜黃 | 創作 舞蹈 | 閃電幼幼班            |
| 5    | 田書臣 華弟    | Tian ShuChen | 中国遼寧 · 1994年10月26日        | 180 cm | 天蠍座 | 酷漾娛樂 | 臣子臣妾 | 石榴紅 | 舞蹈 說唱 | 閃電幼幼班            |
| 6    | 王迪 Kelvin    | Wang Di      | 瑞典 · 1995年1月29日             | 183 cm | 水瓶座 | 覺醒東方 | 小玫瑰   | IKEA藍 | 副唱      | 萬有引力              |
| 7    | 陳順 VIC       | Chen Shun    | 中国貴州 · 1995年4月14日         | 174 cm | 牡羊座 | 星月盛禾 | VC       | 枸杞紅 | 說唱      | 脫線木偶              |
| 8    | 龍泓昊         | Long HongHao | 中国四川 · 1995年12月20日        | 170 cm | 射手座 | 酷漾娛樂 | 龍珠     | 龍珠橙 | 舞蹈      | 脫線木偶              |

## 音樂作品
成員的個人部分，請參閱成員個人條目列表。

### 數位專輯
| 專輯 | 專輯資料                                                                      | 曲目                                                                                      |
| 1st  | 《BlackACE》 - 發行日期：2019年5月31日 - 銷售量：121642 (累計至2020年6月17日) | 曲目 1. 裂變(Fission) 2. 因你(Because Of You) 3. 裂變(伴奏) 4. 因你(伴奏) 5. 裂變(試聽版) |

### 2020年《炙熱的我們》表演曲目
| 期數   | 日期    | 曲目         | 原唱          | 其他             |
| 第一期 | 5月29日 | bad guy      | Billie Eilish | 奶茶未參與表演   |
| 第二期 | 6月5日  | 我是來揍你的 | 張杰          | 奶茶未參與表演   |
| 第三期 | 6月12日 | R.           | HtFR、大喜    | 奶茶未參與表演   |
| 第四期 | 6月19日 | 玉           | 太一          |                  |
| 第五期 | 6月26日 | 好運來       | 祖海          | 趙品霖未參與表演 |
| 第八期 | 7月23日 | 因你         | Black ACE     | 奶茶未參與表演   |

## 影視作品
成員的個人部分，請參閱成員個人條目列表。

## 演唱會及見面會
成員的個人部分，請參閱成員個人條目列表。

### 演唱會
- 6月25日 宣布《以團之名》粉絲見面會上海站相關訊息，並且於06月28日開始預售票券、07月5日正式售票。
- 7月14日 《以團之名》粉絲見面會上海站，首次表演EP中歌曲《裂變》以及《因你》。
- 7月19日 宣布《以團之名》巡迴演唱會武漢站相關訊息 。07月20日宣布《以團之名》巡迴演唱會南京站相關訊息。
- 7月25日 宣布《以團之名》巡迴演唱會武漢站、南京站，因不可抗力因素全數取消演出[3]。

### 見面會
| 年份   | 日期    | 城市 | 出席成員 | 場館                   | 表演 | 備註 |
| 2019年 | 3月30日 | 北京 | 全體     | 太古里美嘉歡樂影城     | 不適用 | - 以團之名畢業新生見面會                                                                                        |
| 2019年 | 5月18日 | 蘇州 | 趙品霖   |                        | 不適用 | - 植選豆乳活力大使                                                                                              |
| 2019年 | 7月13日 | 上海 | 全體     | 上海國家會展中心虹館EH | 出演順序(僅列出BA順序) 1. 裂變 (Fission) 2. 好想大聲說愛你 趙品霖＆陳順 3. 不愿·知否DANCE 奶茶＆AJ＆龍泓昊 4. 就是愛你 楊桐＆王迪 5. 天使與魔鬼DANCE 趙品霖＆田書臣 6. 因你 (Because Of You) 7. 更發光 BlaceACE＆新風暴 | - 巡迴第一站 - 以團之名成團三個月後，首次大型公開活動與新風暴一同舉辦粉絲見面會，將第一次公開EP中歌曲舞蹈表演。 |

### 生日會
| 年份   | 日期    | 城市 | Black ACE出席成員        | 名稱                         | 備註 |
| 2019年 | 6月8日  | 北京 | AJ、王迪、陳順           | “流浪星空”奶茶商振博生日会   | 以團出席成員有高昕、木森、劉子瑞 |
| 2019年 | 8月11日 | 上海 | 奶茶、王迪、陳順、龍泓昊 | ELLEClub✖️AJ賴煜哲超級生日會 | 以團出席成員有黃鈞澤 表演節目 1. AJ＆奶茶-開場舞／Trouble Maker 2. AJ-Paris in the rain 3. AJ-好想認識你 4. 王迪-你，好不好？ 5. 陳順-第三人稱 6. AJ＆C-JAY黃鈞澤-Above To The Sky 持續增加中... |

### 其他活動
| 年份   | 日期     | 城市       | 活動名稱                       | 出席成員                               | 場館                       | 備註                                                                                              |
| 2019年 | 5月11日  | 北京       | ＂燃燒的雪 ＂主題音樂會        | 楊桐 奶茶 AJ 田書臣 王迪 陳順 龍泓昊   | 奧林匹克公園玲瓏塔南側廣場 | - 北京2022年冬奧會倒計時1000天活動 - 與火星團和Tiger合唱《我們》 - 趙品霖因個人行程未參與此次活動 |
| 2019年 | 5月18日  | 杭州       | CUBA大學生籃球聯賽開幕式       | 楊桐 奶茶 AJ 田書臣 王迪 陳順 龍泓昊   | 浙江大學紫金校區籃球場     | - 表演以團之名主題曲《更發光》 - 趙品霖因個人行程未參與此次活動                                   |
| 2019年 | 6月27日  | 上海       | THE GREAT NIGHT時髦之夜        | 奶茶 AJ                                | 上海展覽中心               | - FASHION ZOO X ELLE時尚嘉年華                                                                    |
| 2019年 | 7月21日  | 山西大同市 | 第五屆成龍國際動作電影週開幕式 | 全體                                   | 大同體育館                 | - 表演歌曲《裂變》                                                                                |
| 2019年 | 10月26日 | 浙江紹興市 | 游俠滙音樂節                   | 全體                                   | 上虞e遊小鎮                | - 表演歌曲《裂變》及《因你》 - 趙品霖新歌《IF U WANT MY LOVE》                                    |
| 2019年 | 11月10日 | 上海       | 天貓雙十一狂歡夜               | 全體                                   | 上海梅賽德斯奔馳文化中心   | - 表演《對你愛不完》改編版及歌曲《裂變》                                                          |
| 2019年 | 12月28日 | 北京       | 騰訊doki人氣舞台               | 趙品霖 楊桐 奶茶 AJ 田書臣 陳順 龍泓昊 | 中國國際展覽中心順義新館   | - 表演歌曲《裂變》 - 王迪因不可抗因素，無法參與                                                   |

## 外部連結
- Black ACE的新浪微博
- 趙品霖Pearain的新浪微博 （页面存档备份，存于）
- 楊桐Y的新浪微博 （页面存档备份，存于）
- 奶茶_商振博的新浪微博 （页面存档备份，存于）
- AJ賴煜哲的新浪微博 （页面存档备份，存于）
- 田書臣-HD 的新浪微博 （页面存档备份，存于）
- 王迪Kelvin 的新浪微博
- 陳順VIC 的新浪微博 （页面存档备份，存于）
- 龙泓昊LONGHONGHAO 的新浪微博